# Túpac Katari 1
Túpac Katari 1, conosciuto anche come TKSat 1, è il primo satellite della Bolivia. Il nome del satellite è stato scelto come omaggio all'attivista boliviano Túpac Catari. 
Il satellite, con una massa al lancio di 5.100 Kg e destinato alle telecomunicazioni, è stato costruito dalla China Academy of Space Technology per conto del governo boliviano. Il lancio è stato effettuato con successo il 20 dicembre 2013 dal Centro spaziale di Xichang con un razzo vettore Lunga Marcia 3B. Il satellite, posto in orbita geostazionaria, assicura copertura alla Bolivia e ad altri stati del Sudamerica e ha una durata programmata di 15 anni.